# Kunal Kohli
Kunal Kohli (ur. 28 października 1970) – indyjski reżyser i scenarzysta filmowy działający w Bollywoodzie. Zdobył dwie nagrody i cztery nominacje za Zakochanych (2004). W filmie Odrobina miłości, odrobina magii, podobnie jak w Zakochanych, główne role odegrała para Rani Mukherjee i Saif Ali Khan.

## Filmografia

### Reżyseria
- Teri Meri Kahaani (2012)
- Odrobina miłości, odrobina magii (2008)
- Unicestwienie (2006)
- Zakochani (2004)
- Czy chcesz być moim przyjacielem? (2002)
- Trikon (serial TV)